# The Yes Album
The Yes Album (engelska för "Ja-albumet") är progrockgruppen Yes tredje album, utgivet den 19 februari 1971.
Albumet är det första med den nye gitarristen Steve Howe och på albumet har de progressiva inslagen fått större plats än på de två tidigare albumen. Det är även Yes första album med enbart egenskrivna låtar. Keyboardisten Tony Kaye lämnade gruppen efter albumet, han återkom 1983 på albumet 90125.
Albumet innebar gruppens genombrott i Storbritannien, där det nådde fjärde plats på albumlistan.

## Låtlista
Sida ett
1. "Yours Is No Disgrace" (Jon Anderson/Chris Squire/Steve Howe/Tony Kaye/Bill Bruford) - 9:41
2. "The Clap" (Steve Howe) - 3:17
3. "Starship Trooper" - 9:34
  - "Life Seeker" (Jon Anderson)
  - "Disillusion" (Chris Squire)
  - "The Würm" (Steve Howe)

Sida två
1. "I've Seen All Good People" - 6:56
  - "Your Move" (Jon Anderson)
  - "All Good People" (Chris Squire)
2. "A Venture" (Jon Anderson) - 3:18
3. "Perpetual Change" (Jon Anderson/Chris Squire) - 8:55

## Medverkande
- Jon Anderson - Sång och slagverk
- Chris Squire - Bas och sång
- Steve Howe - Elektrisk och akustisk gitarr, vachalia och sång
- Tony Kaye - Piano, orgel och moog
- Bill Bruford - Trummor och slagverk